# 科索沃伊斯蘭教
科索沃伊斯蘭教可追溯至十三十四世纪土耳其人入侵巴爾幹半島。1389年這裏的信仰是基督教，從1389年直到1912年，科索沃正式由奧斯曼帝國的穆斯林統治，正因為如此，一個高程度伊斯蘭化發生。在二戰結束後的一段時間內，科索沃由南斯拉夫社會主義聯邦共和國（南斯拉夫）的世俗社會主義當局統治。在此期間，科索沃變得越來越世俗化。今天，科索沃的人口超過90％是穆斯林，其中大部分是阿爾巴尼亞族。

## 科索沃戰爭
540座清真寺中的218座在該戰爭中被摧毀。

## 組織
近年沙特阿拉伯大力資助在科索沃傳播瓦哈比派極端教義，使科索沃的穆斯林社會從包容逐漸走向極端主義，變成滋生聖戰分子的地區之一。科索沃在2016年有超過800座清真寺，當中240座是在科索沃战争過後興建，有溫和派神職人員和官員批評興建新清真寺是沙特阿拉伯意圖在科索沃和全世界改造伊斯蘭教成為沙特那一套的一個長期策略。